# Chiesa del Gesù (Castiglion Fiorentino)

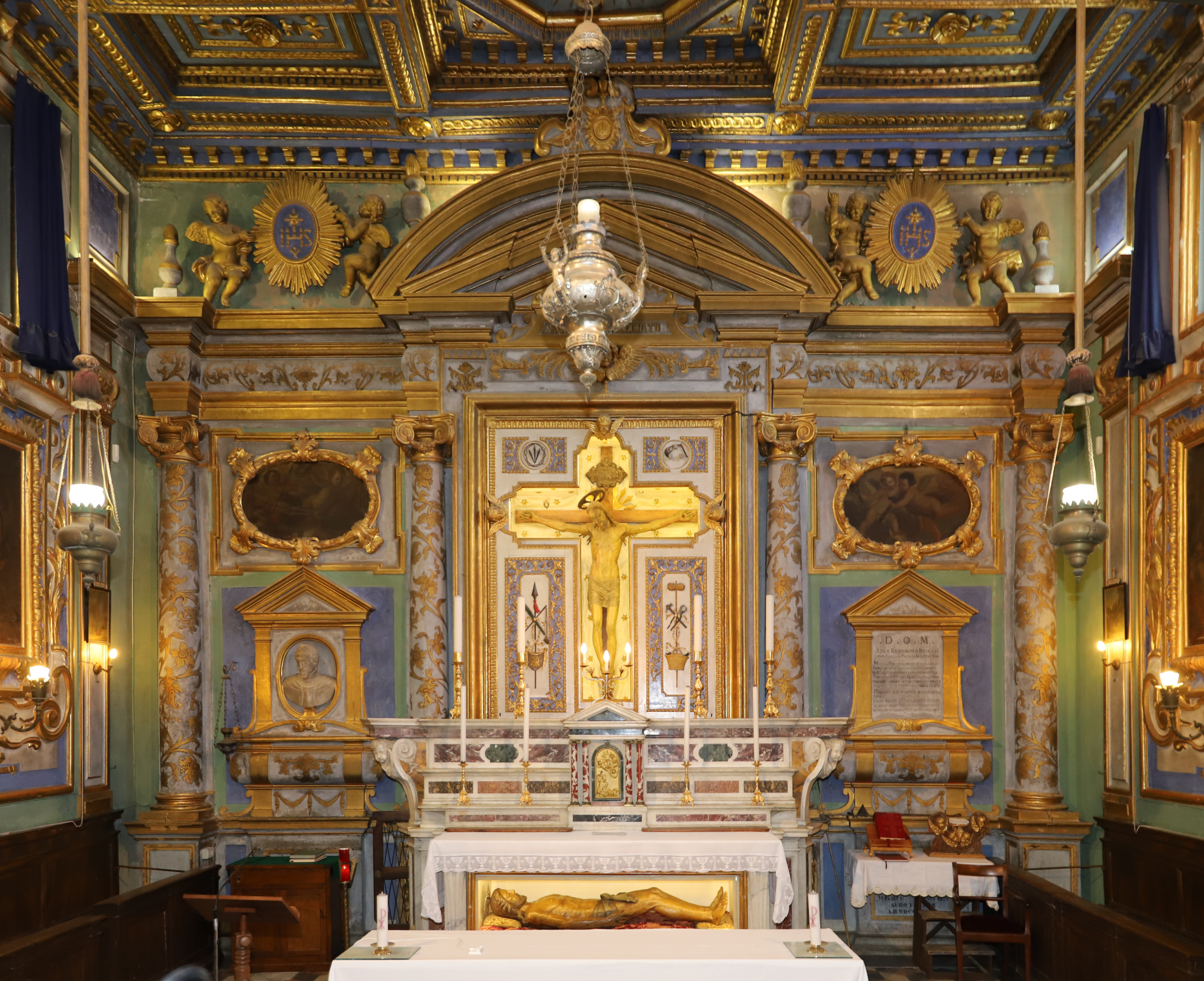
Chiesa del Gesù, parete di fondo con l'altare maggiore.

La chiesa del Gesù (nota anche come oratorio del Santissimo Sacramento) è un edificio di culto che si trova in piazza della Collegiata a Castiglion Fiorentino.

## Descrizione
Nel 1527 la Congregazione del Santissimo Sacramento che aveva sede nella Pieve, decise di costruire un oratorio in un'area posta dietro l'allora Collegiata, che fu completato nel 1545.   
La facciata consiste principalmente in un porticato a cinque arcate a tutto sesto con volte a crociera corredato da un campanile a vela. All'interno di esso sono collocate lapidi marmoree e di pietra a ricordo di personalità e benefattori della Compagnia e di avvenimenti importanti della stessa. 
L'interno si presenta come un'aula unica decorata da intagli dorati e stucchi, e sormontata da un soffitto ligneo a cassettoni, anch'esso intagliato e dorato, recanti simboli della Passione, eseguito nel 1615 da Niccolò Becci in collaborazione con Sallustio Lombardi. Nell'ovale al centro è dipinta invece una Vergine in gloria tra Angeli.   
Due altari laterali tardo cinquecenteschi recano importanti dipinti commissionati dalla compagnia nella seconda metà del XVI secolo: all'altare sinistro l'Ultima cena di Francesco Morandini detto il Poppi fu commissionata dalla Congregazione nel 1582 per l'altare maggiore, poi spostato a questo altare nel 1591. All'altare destro è invece la Resurrezione di Cristo di Francesco Vanni firmata e datata 1599. La decorazione delle pareti dell'aula fu completata a fine Seicento dalle due tele di Annibale Mazzuoli rappresentanti la Deposizione alla parete destra e l'Andata al Calvario alla parete sinistra.  
La parete di fondo consiste in un ricco e ornato palinsesto con al centro l'altare maggiore, eseguito nel 1608 da Filippo Berrettini grazie ad un lascito di Luca Buonomini, nobiluomo bresciano morto a Castiglion Fiorentino ricordato nelle due edicole ai lati che fungono da monumenti funebri gemelli opere del Berrettini di cui, quello a destra, con iscrizione commemorativa, e quello a sinistra con il busto del gentiluomo, quest'ultimo attribuito a Pietro Tacca e datato 1638. L'altare al centro, con gli stemmi del Buonomini nei plinti, ospita, incorniciato, un Crocifisso ligneo attribuito alla scuola o all'ambiente di Baccio da Montelupo (inizio XVI secolo), dal quale poi praticamente la chiesa prese il nome più comunemente utilizzato, quello del Gesù. Nella parte inferiore la mensa d'altare in marmi policromi fu aggiunta nell'ultimo decennio del XVIII secolo e contiene al suo interno una teca intagliata e dorata di Sallustio Lombardi con una statua lignea del Cristo morto, forse di provenienza romana. Sopra le edicole funerarie sono due ovali con belle cornici intagliate e dorate contenenti dipinti anonimi secenteschi raffiguranti Angeli con strumenti della Passione.